# Greetsieler Kirche

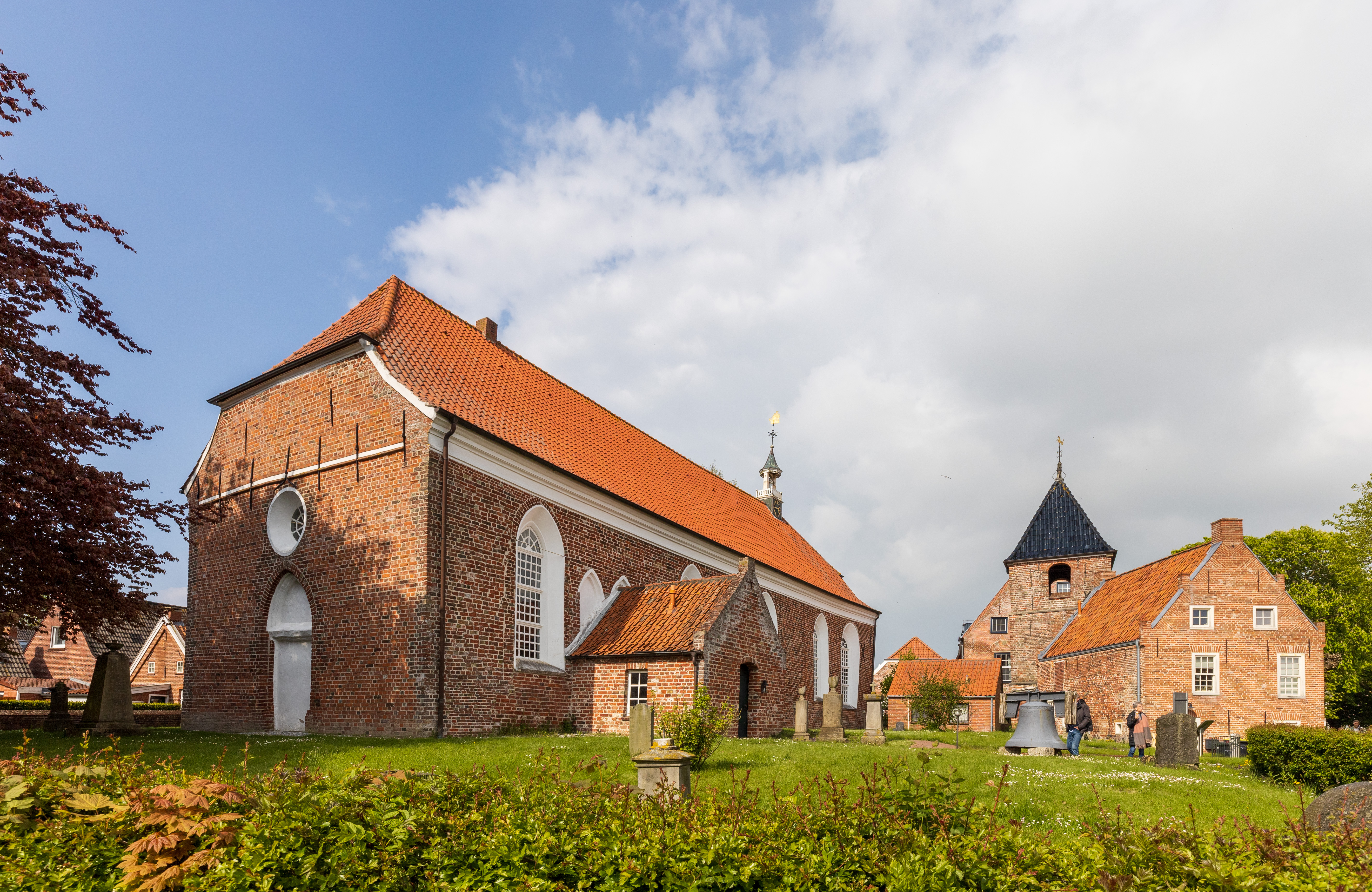
Blick von Südwesten auf das Kirchengebäude und den Glockenturm (rechts) der reformierten Kirche

Die evangelisch-reformierte Greetsieler Kirche steht im ostfriesischen Hafenort Greetsiel, in der Krummhörn.

## Geschichte

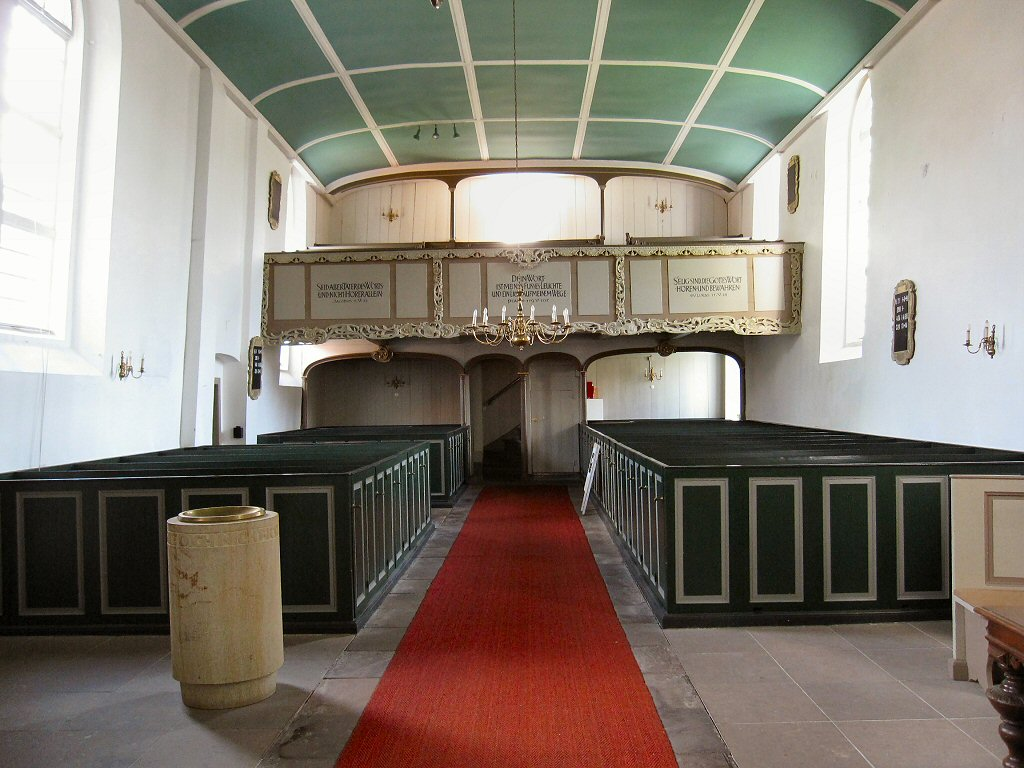
Innenraum mit seinen stark geneigten Seitenwänden

Die Greetsieler Kirche entstand in zwei Bauabschnitten zwischen 1380 und 1410 als Eigenkirche des Häuptlings Haro Edzardsna im Stil der Gotik. Im Jahr 1401, also lange vor ihrer endgültigen Fertigstellung, wurde die Kirche durch Papst Bonifatius IX. bestätigt. Die der heiligen Maria geweihte Saalkirche aus Backstein gehörte dann bis zur Reformation zum Bistum Münster. Unter der Herrschaft von Graf Edzard II. erfolgte ein Anbau. Der Glockenturm aus Backsteinen steht wie bei vielen ostfriesischen Kirchen abseits vom eigentlichen Kirchenbau. Bei einer Besichtigung der Greetsieler Kirche fallen die starken Seitenneigungen der Kirchenwände ins Auge.
Die Kirche besitzt über dem Ostgiebel einen mit einer Uhr und Glocke ausgestatteten Dachreiter, an dessen Spitze sich eine besondere Schiffswetterfahne aus vergoldetem Kupfer befindet. Die Wetterfahne stammt aus den Jahren um 1730 und hat die Form eines Dreimast-Hukers mit gesetzten Rahsegeln. Sie ist nach Angaben der Kirche die älteste Schiffswetterfahne in Niedersachsen.
Die Kirche in Greetsiel erlangte in den Anfängen des Liegenschaftskatasters in Ostfriesland (ca. 1870) eine besondere Bedeutung für die Katastervermessung. Genaue Katasterkarten waren die Basis für die gerechte Besteuerung von Grund und Boden. In Ostfriesland wurde deshalb in jedem der drei damaligen Landkreise ein trigonometrischer Punkt der Gaußschen Triangulation als Nullpunkt eines eigenen Koordinatensystems festgelegt. Für den Kreis Emden war dieser Nullpunkt die Turmspitze der Kirche Greetsiel. Das Koordinatensystem wurde erst nach 1945 mit der Herstellung neuer Katasterkarten durch das Gauß-Krüger-Koordinatensystem abgelöst.

## Ausstattung
Die ursprünglich flache Balkendecke wurde später durch ein hölzernes Tonnengewölbe und 1852 durch eine leicht gewölbte Spiegeldecke ersetzt. Als evangelisch-reformierte Predigtkirche verzichtet die heutige Kirche auf Kreuz und Altar. Mittelpunkt der Kirche ist die Kanzel aus dem Jahre 1669. Sie zeigt Blumengirlanden in barocker Schnitzkunst. Innen über dem Osteingang befindet sich die Orgelempore. Über dem Westeingang der Kirche ist das Familienwappen der Cirksenas aus Greetsiel sowie das Wappen des schwedischen Königshauses Wasa zu sehen, mit dem die Cirksenas durch Heirat verbunden waren. An der Westseite der Kirche ist eine weitere Empore eingebaut, die mit Bibelsprüchen verziert ist.
Neben der Kanzel ist ein Epitaph aus Blaustein aufgestellt, das an den 1684 verstorbenen Prediger Johann Michael Knottner erinnert. Über dem Wappen mit Helmzier und Visier, das zwei Vögel mit Zweigen im Schnabel zeigt, ist eine lateinische Inschrift angebracht, der zufolge Knottner aus der Pfalz geflohen und sechs Jahre Prediger in Pilsum war, bevor er 39 Jahre in Greetsiel amtierte und mit 69 Jahren starb.

## Orgel

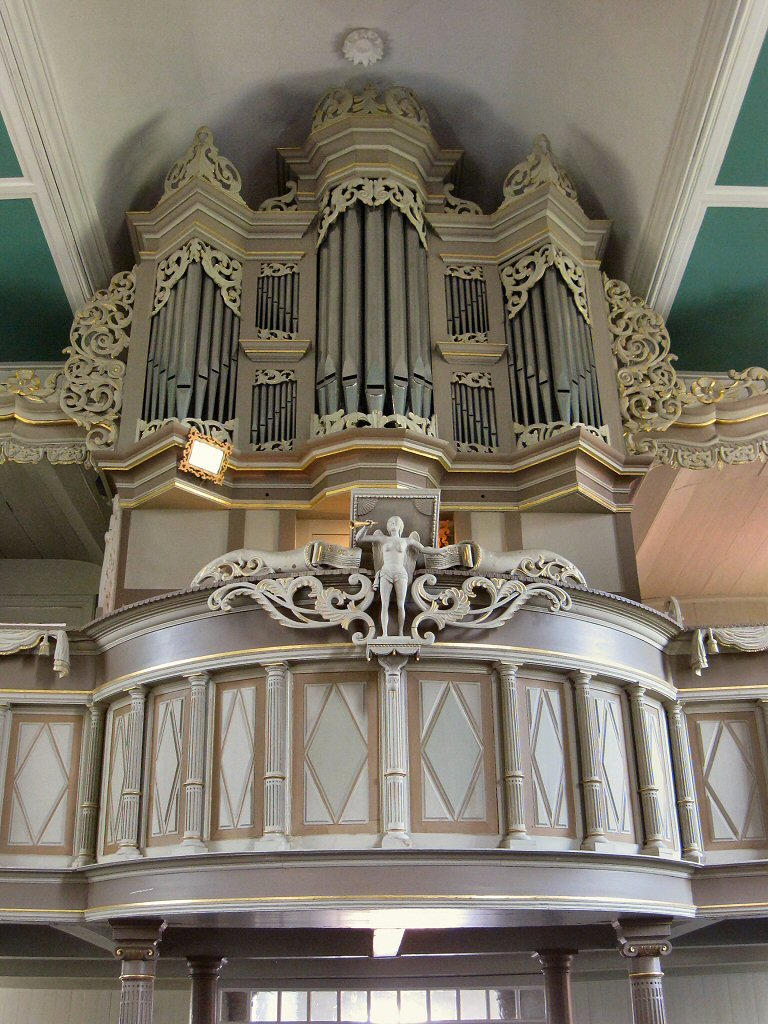
Orgelprospekt

Die erste Orgel wurde 1555 vom Kloster Aland übernommen. Diese wurde 1694–95 durch eine neue Orgel von dem Orgelbauer Valentin Ulrich Grotian ersetzt. Der Orgelprospekt von 1738 stammt von Johann Friedrich Constabel und zeigt wie die 1669 gebaute Kanzel kunstvolle barocke Schnitzmotive. 1914 wurde von der Orgel nur noch das Gehäuse behalten und durch eine neue Orgel von Friedrich Klassmeier ersetzt. Trotz ihrer kunstvollen barocken Verzierungen ist die eigentliche Orgel ein Instrument aus der Neuzeit. Sie wurde 1960 von der Karl Schuke Berliner Orgelbauwerkstatt mit sechs Registern und angehängtem Pedal erbaut. Die Disposition ist wie folgt:
| Manual C–f3 |             |    |
| 1.          | Principal   | 8′ |
| 2.          | Gedackt     | 8′ |
| 3.          | Octave      | 4′ |
| 4.          | Octave      | 2′ |
| 5.          | Mixtur IV–V |    |
| 6.          | Trompete    | 8′ |

| Pedal C–d1 |           |
|            | angehängt |

## Glocken
1924 bekam die Kirche zwei neue Glocken aus Eisenhartguss, gegossen von der Gießerei Ulrich & Weule in Bockenem. Die Glocken hatten die Töne e' und g' und läuteten an gekröpften Stahljochen in einem Stahlglockenstuhl.
Durch Rostbefall wurde der Glockenklang im neuen Jahrtausend allmählich schlechter und so wuchs der Wunsch nach Bronzeglocken. 2012 wurden drei gebrauchte Bronzeglocken der Mannhaimer Kreuzkirche in einem neuen Holzglockenstuhl aufgehängt. Die große Glocke hängt in der Mitte, die mittlere Glocke darüber und die kleine Glocke hängt im Erdgeschoss des Turmes, verdeckt durch ein öffentliches Bücherregal. Die Eisenglocken wurden im Umfeld der Kirche aufgestellt.
| Nr. | Name     | Ton  | Gewicht | Durchm  | Gussjahr | Gießer             |
| --- | -------- | ---- | ------- | ------- | -------- | ------------------ |
| 1   | Hoffnung | f'+2 | 931 kg  | 1220 mm | 1958     | Bachert/ Heilbronn |
| 2   | Liebe    | g′+2 | 790 kg  | 1080 mm | 1958     | Bachert/ Heilbronn |
| 3   | Frieden  | b′+2 | 462 kg  | 920 mm  | 1958     | Bachert/ Heilbronn |

## Pastoren in Greetsiel

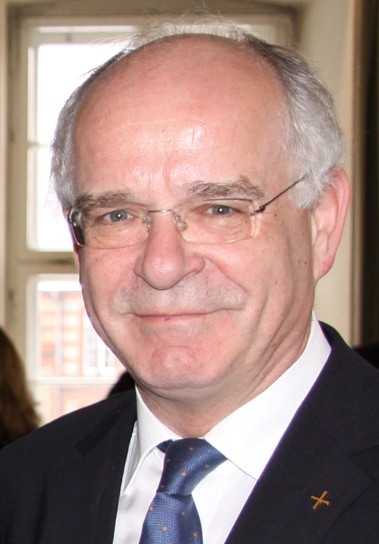
Friedrich Weber, Landesbischof von Braunschweig 2002–2014, war von 1972 bis 1983 Pastor in der Kirche

Angaben seit der Reformation
| Zeitraum  | Name                      | Anmerkungen                                                                                            |
| --------- | ------------------------- | --- |
| 1547–1572 | Emmo Dieken               | verheiratet mit Elke Tjarda, Bürgermeisterstochter aus Norden (Ostfriesland) und Vater von Ubbo Emmius |
| 1571–1587 | Nicolaus Sopingius        | später Pastor in Utrecht                                                                               |
| 1579–1587 | Johann Wachtendink        | vorher Pastor in der Logumer Vorwerker Kirche in Emden                                                 |
| 158*−1590 | Johann Wesselius          | |
| 1591–1609 | Hermann Bernhardi         | später Pastor in der Westerhuser Kirche                                                                |
| um 1602   | Johann Johannis           | |
| 1605–1646 | Petrus Rhodius            | |
| um 1634   | Henricus Gerlachi         | |
| 1645–1684 | Johann Michael Knottnerus | vorher Pastor in der Pilsumer Kreuzkirche                                                              |
| um 1650   | Johann Martin Seveder     | |
| um 1664   | Daniel Wagner             | |
| 1685–1691 | D. Johann Swarte          | vorher Pastor in Larrelt und später in Leer                                                            |
| 1692–1702 | Ludovicus Hunnius         | |
| 1702–1706 | Paulus Wilkens            | vorher Pastor in der Grimersumer Kirche                                                                |
| 1707–1728 | Georg Stelmann            | |
| 1728–1734 | Dietrich Jacobs           | später Pastor in Leer                                                                                  |
| 1734–1774 | Occo Arnoldi Hildenberg   | vorher Pastor in Nijmegen                                                                              |
| 1775–1777 | Jacob van der Werf        | vorher Pastor in Sellingen bei Westerwolde                                                             |
| 1777–1807 | Hermann Klugkist          | |
| 1808–1824 | Lucas Leenderts Wychgram  | vorher Pastor in der Logumer Vorwerker Kirche in Emden und in der Veenhuser Kirche                     |
| 1824–1856 | Ubbo Mennenga             | vorher Pastor in der Cirkwehrumer Kirche                                                               |
| 1856–1882 | Heye Jansen Mennenga      | Sohn von Pastor Ubbo Mennenga und zuvor Pastor in Poortvliet bei Tholen                                |
| 1883–1924 | Jan Friesemann Vietor     | |
| 1925–1927 | Johann Boekholt           | |
| 1928–1930 | Rudolf Tuente             | später Pastor in Emlichheim                                                                            |
| 1931–1950 | August Schaefer           | |
| 1952–1962 | Lübbo Akkermann           | später Pastor in Lingen (Ems)                                                                          |
| 1962–1972 | Hermann Züchner           | später Pastor in der Wolthuser Kirche                                                                  |
| 1972–1983 | Friedrich Weber           | von 2002 bis 2014 Landesbischof der Evangelisch-lutherischen Landeskirche in Braunschweig              |
| 1984–2019 | Gebhard Vischer           | |
| 2019      | Andreas Focke             | Nur zu einer 1/4-Stelle, sonst als Religionslehrer an der BBS Emden.                                   |
| seit 2020 | Hartmut Lübben            | |